# Saint-Joseph (Manche)
Pour les articles homonymes, voir Saint-Joseph.
Saint-Joseph est une commune française, située dans le département de la Manche en région Normandie, peuplée de 817 habitants.

## Géographie
La commune est associée au transport en commun départemental par bus (Manéo) via la ligne 001, Cherbourg-en-Cotentin - Valognes - Carentan - Saint-Lô[Passage à actualiser].
| Brix       | Brix, Tamerville          | Tamerville |
| Brix       | Saint-Joseph              | Valognes   |
| Négreville | Négreville, Yvetot-Bocage | Valognes   |

### Hydrographie
La commune est située dans le bassin Seine-Normandie. Elle est drainée par la rivière de Gloire, la rivière de Claire, le cours d'eau 01 des Rougettes, le cours d'eau 02 de la Bonne Vierge, le cours d'eau 03 de Claire, le cours d'eau 13 de Gloire, le cours d'eau 14 de Gloire, le cours d'eau 15 de Gloire, le fossé 02 de Claire, la rivière de Gloire et le ruisseau Boissy,,.
La rivière de Gloire, d'une longueur de 18 km, prend sa source dans la commune de Saussemesnil et se jette  dans la Douve à Négreville, après avoir traversé cinq communes. 

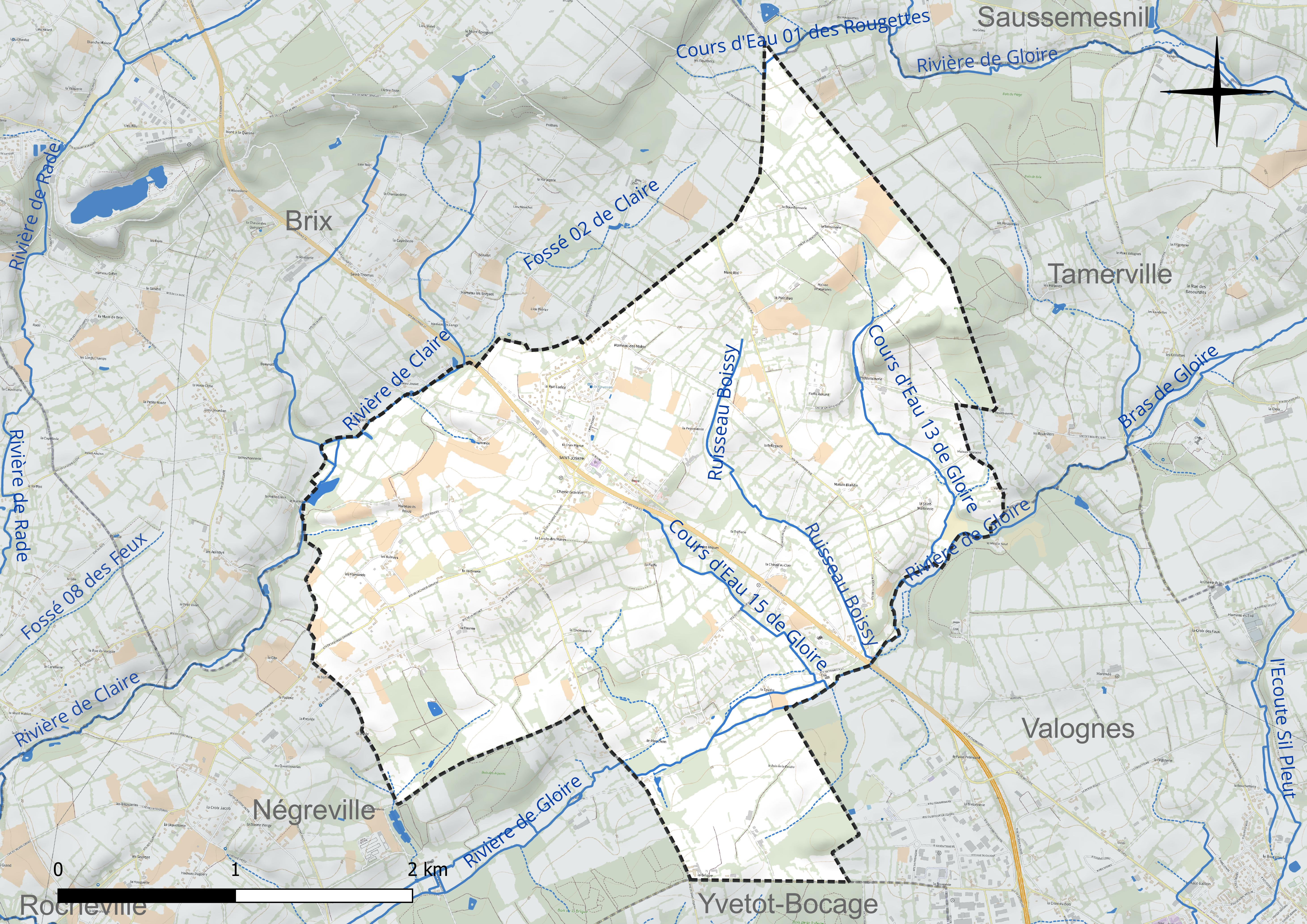
Réseau hydrographique de Saint-Joseph.

### Climat
Pour des articles plus généraux, voir Climat de la Normandie et Climat de la Manche.
En 2010, le climat de la commune est de type climat océanique franc, selon une étude du CNRS s'appuyant sur une série de données couvrant la période 1971-2000. En 2020, Météo-France publie une typologie des climats de la France métropolitaine dans laquelle la commune est exposée à un climat océanique et est dans la région climatique  Normandie (Cotentin, Orne), caractérisée par une pluviométrie relativement élevée (850 mm/a) et un été frais (15,5 °C) et venté. Parallèlement le GIEC normand, un groupe régional d’experts sur le climat, différencie quant à lui, dans une étude de 2020, trois grands types de climats pour la région Normandie, nuancés à une échelle plus fine par les facteurs géographiques locaux. La commune est, selon ce zonage, exposée à un « climat maritime », correspondant au Cotentin et à l'ouest du département de la Manche, frais, humide et pluvieux, où les contrastes pluviométrique et thermique sont parfois très prononcés en quelques kilomètres quand le relief est marqué.
Pour la période 1971-2000, la température annuelle moyenne est de 10,8 °C, avec une amplitude thermique annuelle de 11,4 °C. Le cumul annuel moyen de précipitations est de 1 016 mm, avec 14,5 jours de précipitations en janvier et 8 jours en juillet. Pour la période 1991-2020, la température moyenne annuelle observée sur la station météorologique la plus proche, située sur la commune de Gonneville-Le Theil à 12 km à vol d'oiseau, est de 11,0 °C et le cumul annuel moyen de précipitations est de 940,4 mm,. Pour l'avenir, les paramètres climatiques de la commune estimés pour 2050 selon différents scénarios d’émission de gaz à effet de serre sont consultables sur un site dédié publié par Météo-France en novembre 2022.

## Urbanisme

### Typologie
Au 1er janvier 2024, Saint-Joseph est catégorisée commune rurale à habitat dispersé, selon la nouvelle grille communale de densité à sept niveaux définie par l'Insee en 2022.
Elle est située hors unité urbaine. Par ailleurs la commune fait partie de l'aire d'attraction de Cherbourg-en-Cotentin, dont elle est une commune de la couronne,. Cette aire, qui regroupe 77 communes, est catégorisée dans les aires de 50 000 à moins de 200 000 habitants,.

### Occupation des sols
L'occupation des sols de la commune, telle qu'elle ressort de la base de données européenne d’occupation biophysique des sols Corine Land Cover (CLC), est marquée par l'importance des territoires agricoles (91,9 % en 2018), en diminution par rapport à 1990 (93,8 %).
La répartition détaillée en 2018 est la suivante : prairies (69,4 %), zones agricoles hétérogènes (17,9 %), terres arables (4,6 %), zones urbanisées (4,2 %), forêts (4 %).

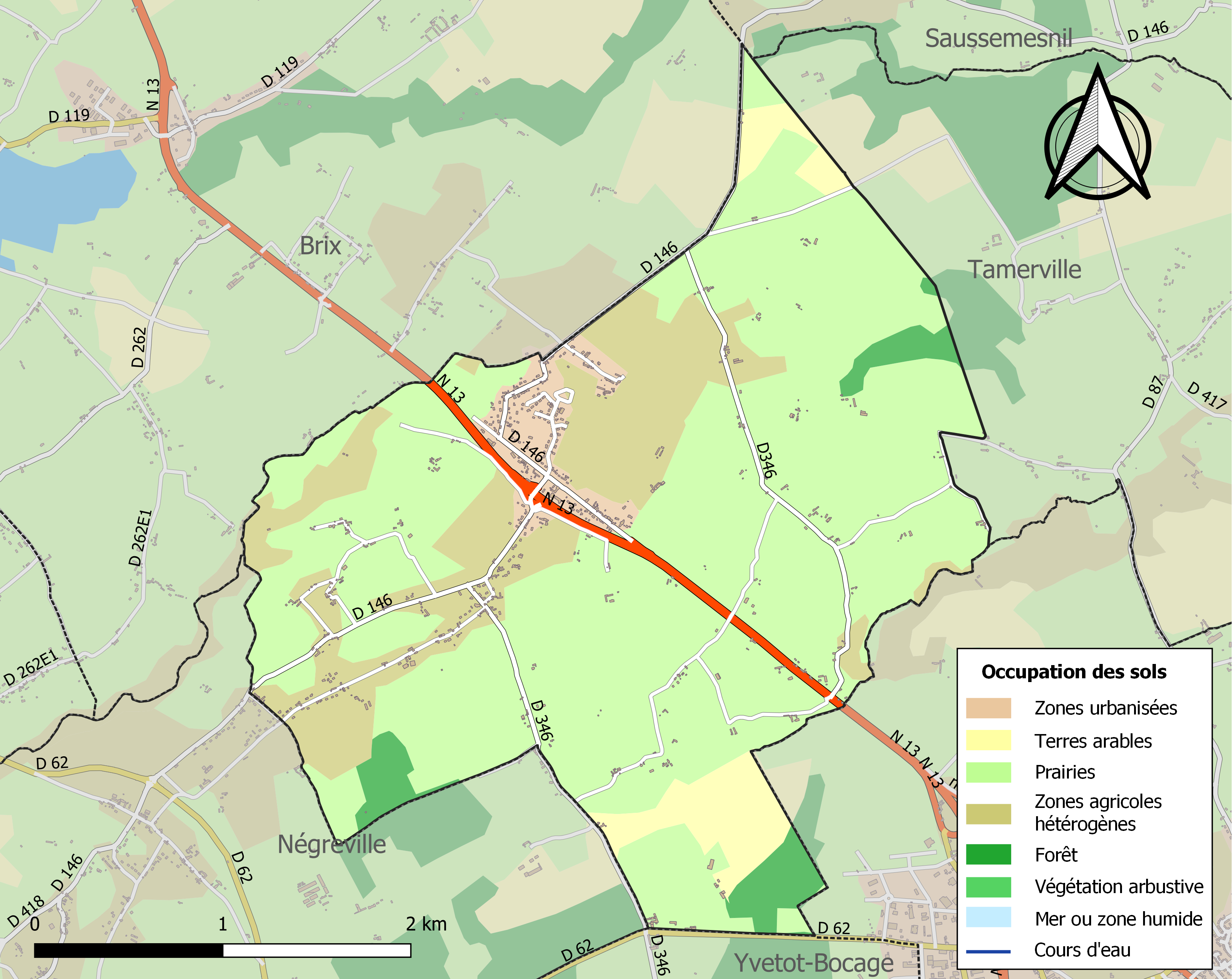
Carte des infrastructures et de l'occupation des sols de la commune en 2018 (CLC).

L'évolution de l’occupation des sols de la commune et de ses infrastructures peut être observée sur les différentes représentations cartographiques du territoire : la carte de Cassini (XVIIIe siècle), la carte d'état-major (1820-1866) et les cartes ou photos aériennes de l'IGN pour la période actuelle (1950 à aujourd'hui).

## Toponymie
Saint-Joseph n'a d'abord été qu'une paroisse instituée en commune en 1929.
Son nom est issu de l'église fondée en 1857 sous le vocable de saint Joseph.

## Histoire
Saint-Joseph est une commune issue du démembrement de la commune de Négreville en 1929 avec ajout d'une partie des territoires de Brix, Tamerville et Valognes.

## Politique et administration

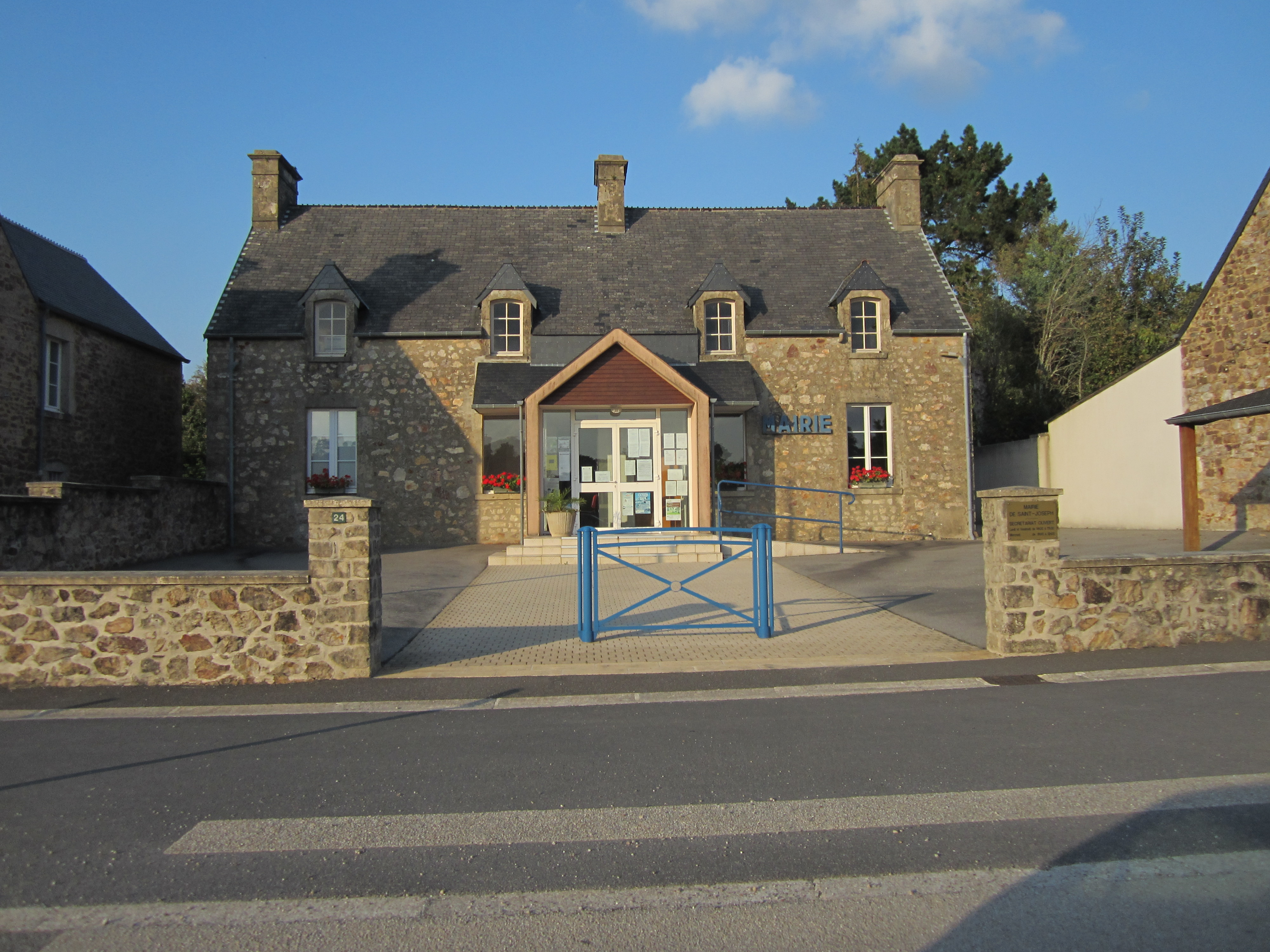
La mairie.

| Période                                  | Période    | Identité           | Étiquette | Qualité |
| ---------------------------------------- | ---------- | ------------------ | --------- | ------- |
| 1991                                     | mars 2001  | Claude Pinchon     |           |         |
| mars 2001                                | avril 2014 | Gérard Fauvel      | DVD       |         |
| avril 2014                               | En cours   | Jean-Marie Mouchel | SE        |         |
| Les données manquantes sont à compléter. |            |                    |           |         |

## Démographie
L'évolution du nombre d'habitants est connue à travers les recensements de la population effectués dans la commune depuis 1931. Pour les communes de moins de 10 000 habitants, une enquête de recensement portant sur toute la population est réalisée tous les cinq ans, les populations de référence des années intermédiaires étant quant à elles estimées par interpolation ou extrapolation. Pour la commune, le premier recensement exhaustif entrant dans le cadre du nouveau dispositif a été réalisé en 2005.
En 2022, la commune comptait 817 habitants, en évolution de +3,03 % par rapport à 2016 (Manche : −0,31 %, France hors Mayotte : +2,11 %).
| 1931 | 1936 | 1946 | 1954 | 1962 | 1968 | 1975 | 1982 | 1990 |
| ---- | ---- | ---- | ---- | ---- | ---- | ---- | ---- | ---- |
| 556  | 567  | 572  | 546  | 557  | 501  | 518  | 625  | 677  |

| 1999 | 2005 | 2006 | 2010 | 2015 | 2020 | 2022 | - | - |
| ---- | ---- | ---- | ---- | ---- | ---- | ---- | - | - |
| 734  | 769  | 801  | 805  | 792  | 801  | 817  | - | - |

## Économie
- Cidrerie de la Brique : cidre artisanal IGP non pasteurisé[32].
- Cidrerie des Petits Bois : cidre, calvados.

## Culture locale et patrimoine

### Lieux et monuments

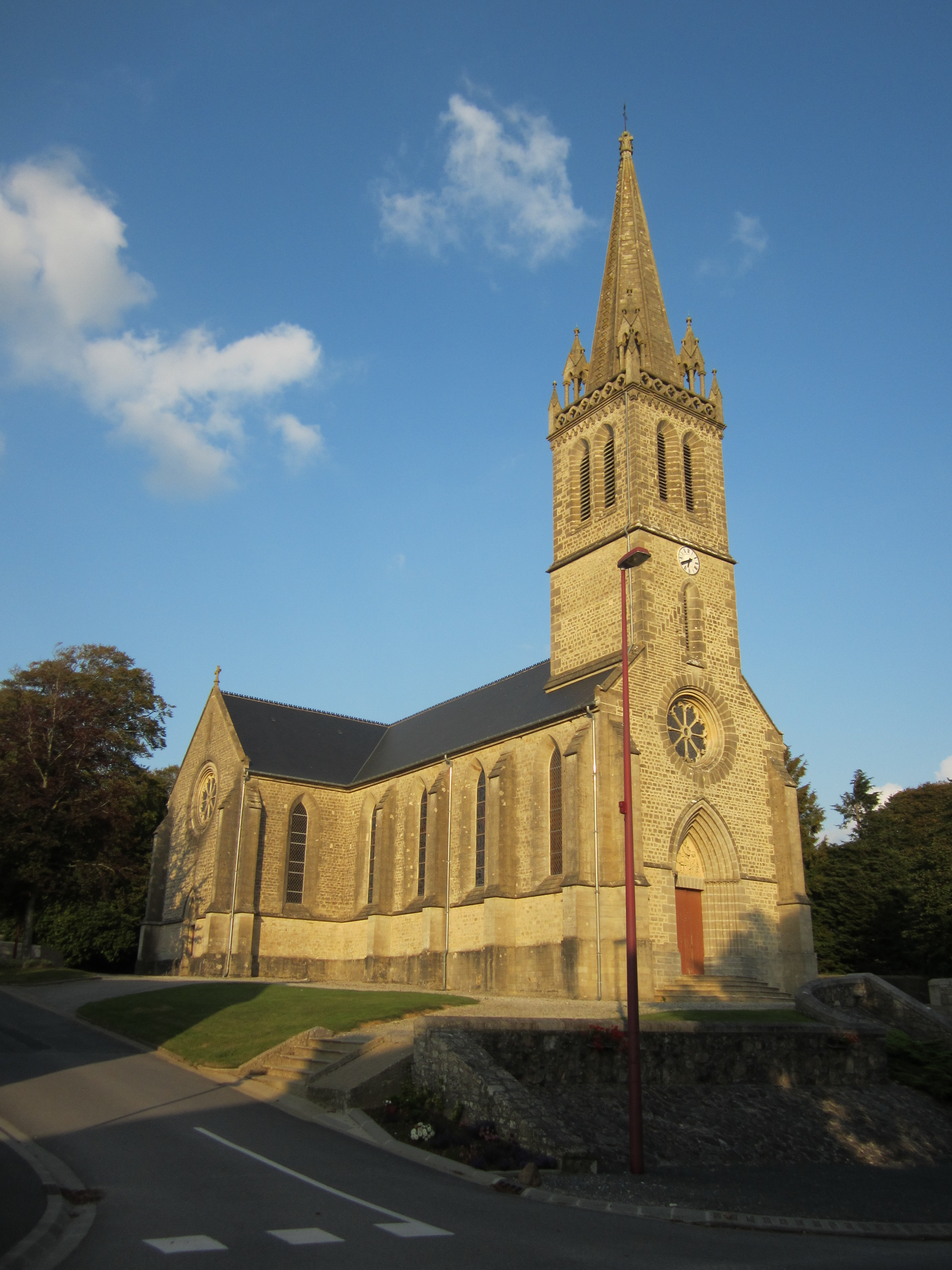
L'église Saint-Joseph.

L'église Saint-Joseph fut construite à partir de 1858. Elle abrite des fonts baptismaux qui sont quant à eux plus anciens du XVIIIe, un maître-autel (1891), des statues du XVIIIe dont une de saint Joseph, et des verrières XIXe d'Antoine Lusson, C. Champigneulles et H. Mazuet et XXe de Mauméjean. Sur l'une d'elles, blason de Napoléon Daru.
La chapelle Notre-Dame-de-la-Gloire au Pont à la Vieille date du XVIIe siècle, et au hameau-ès-Rouze se situe un oratoire.
Se dressent également sur le territoire communal les châteaux de la Frette du XIXe siècle et de la Couldre du XIXe siècle, ainsi que l'ancienne huilerie de lin de la Fieffe, l'ancienne manufacture du XVIIe siècle et le manoir de la Préfontainerie.

### Personnalités liées
- Félix Lebuhotel (Saint-Joseph, 1932 - Saint-Brieuc, 2008), coureur cycliste.